# Irène Jacob
Irène Marie Jacob (* 15. července, 1966, Paříž) je švýcarská herečka.

## Biografie
Dětství strávila v Ženevě, kde se jako jedenáctiletá poprvé objevila na jevišti.
Studovala na Ženevské hudební konzervatoři, na pařížské činoherní akademii Rue Blanche a v londýnském Činoherním studiu.
Ve filmu debutovala v jednadvaceti letech, ztvárnila menší roli ve filmu Na shledanou, chlapci (1987). Následovala řada menších rolí, po kterých přišel průlom, titulní dvojrole v Kieślowského filmu Dvojí život Veroniky. Za svůj výkon získala cenu pro nejlepší herečku na mezinárodním filmovém festivalu v Cannes. Kieślowski ji následně obsadil do hlavní role ve filmu Tři barvy: Červená, který patří k jeho nejvíce ceněným dílům. Po tomto úspěchu zahrála v několika amerických filmech, komerčně nejúspěšnějším byl film Šerifové.
Její filmové kariéra poté zvolnila, a tak se po sérii několika nezávislých filmů začala opět věnovat divadlu. Zlomovou rolí byla titulní role v inscenaci Madame Melville, ve které si na londýnském West-Endu zahrála s Macaulay Culkinem.